# Погодінський список
Погодінський список - список давніх південноруських літописних пам’яток, що належить до літописів Іпатського типу. 
Текст було написано у 1621 році для князя Стефана Святополка-Четвертинського, українського Рюриковича, в його маєтку Животові (нинішня назва Новоживотів).
За однією з версій Погодінський як і Краківський списки є скопійованими з Єрмолаєвського.
За іншою версією він був скопійований з Хлєбниковського списку.
Декілька фрагментів було втрачено після 1796 року.
Погодинська рукопись дефектна, в ній відсутні перші сторінки і текст починається зі слів «мирь съ грекы, отпоусти послы одарив скорою и челядию и въском». Втрачено також закінчення літописі, текст завершується словами «и молитвеникь да въ епископью Перемышльскоую, да еуангелие опракос, скованно сребром съ женчюгом, сам же».